# Quỳnh Khê
Quỳnh Khê là một xã thuộc huyện Quỳnh Phụ, tỉnh Thái Bình, Việt Nam.
Xã có diện tích 3,95 km², dân số năm 1999 là 4662 người, mật độ dân số đạt 1180 người/km².

## Đình Ngẫu Khê
Đình Ngẫu Khê là di tích tiêu biểu ở Quỳnh Khê thờ 3 anh em Phạm Công Thanh, Phạm Công Hoài, Phạm Công Đinh là tướng nhà Đinh có công giúp Đinh Bộ Lĩnh đánh bại quân lính của sứ quân Phạm Phòng Át ở căn cứ Đằng Châu, Hưng Yên. Sau khi lên ngôi, Đinh Tiên Hoàng Đế đã phong các ông làm quan trong triều đình nhà Đinh.